# Kheneg Mayoum
Kheneg Mayoum également typographié Khneg Maoum est une commune de la wilaya de Skikda en Algérie.